# Schlacht von Maling
Lize – Guiling – Maling – Changping

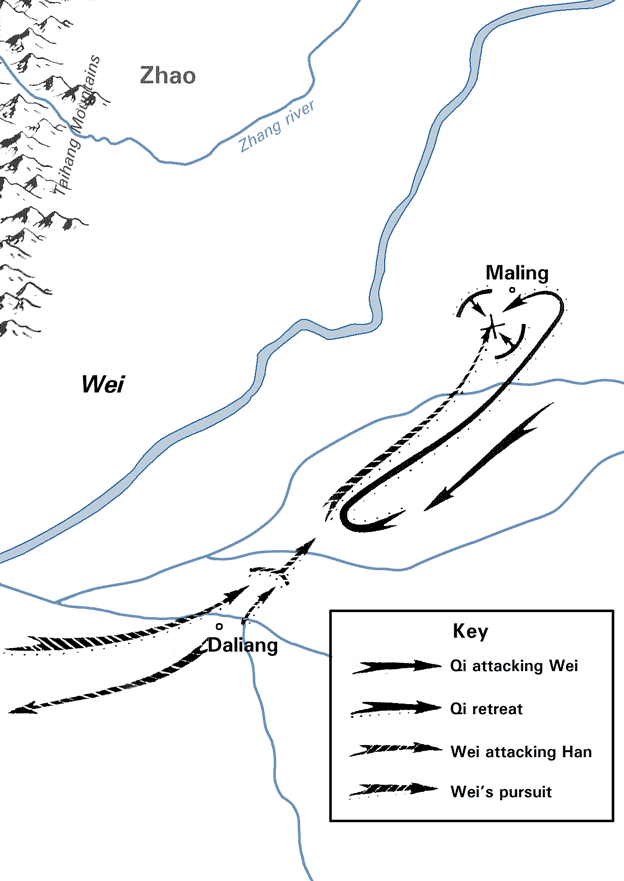
Karte der Schlacht von Maling

Die Schlacht von Maling (馬陵之戰) fand in Maling, heute Dazhangjia (大張家鎮), Bezirk Shen (莘縣) in der Provinz Henan, zwischen den Staaten Wei und einer Allianz aus den Staaten Qi und Han statt. Die Aufzeichnungen über die Schlacht sind sehr detailliert überliefert. Insbesondere die Fehlende-Kochstellen-Taktik des Generals Sun Bin, direkter Nachfahre Sun Tzus, erhielt schon von den damaligen Geschichtsschreibern eine besondere Würdigung.
Pang Juan, Oberkommandierender des Staates Wei, wurde in einem schmalen Bergpass in einen Hinterhalt von 10.000 Bogenschützen des Staates Qi gelockt. Durch den Suizid Pang Juans in der Schlacht verlor der Staat Wei seinen erfahrensten General und konnte infolge der militärischen Niederlage keinen Anspruch auf die Königskrone in der Zeit der Zhou-Dynastie (周朝) stellen.

## Belagerung von Han durch die Wei
Im Jahre 342 v. Chr. griff Wei den Staat Han an, woraufhin Han den Staat Qi um Hilfe bat. Der Qi-General Sun Bin riet seinen
König Yinqi Han militärisch zu unterstützen. Die militärische Hilfe sollte allerdings aus Respekt vor Han nur so lange gewährt werden, bis die Truppen Weis so stark dezimiert waren, dass ein Sieg von Han möglich schien.
Wei griff in dem Irrglauben in Qi einen treuen Verbündeten zu besitzen Han mit seiner gesamten Streitmacht an, ohne ausreichende Reserven im Hinterland zu stationieren. Nach einem Jahr des erfolglosen Widerstandes gegen die Truppen Weis bat Han Qi ein weiteres Mal um Hilfe. Sun Bin entschied sich zu diesem Zeitpunkt in den Konflikt einzugreifen und die Hauptstadt von Wei, Daliang, anzugreifen.
Als der König der Wei, Hui, von dem Angriff des Verbündeten hörte, befahl er seinem General Pang Juan die Belagerung der Hauptstadt Hans abzubrechen um den Streitkräften der Qi zuvorzukommen. Pang Juan war erbost über den Angriff der Qi, denn die Hauptstadt der Han stand kurz vor der Kapitulation, trotzdem kehrte er nach Daliang zurück. König Hui mobilisierte 100.000 Mann zur Verteidigung der Hauptstadt und ernannte Shen zum Oberbefehlshaber bzw. Pang Juan zum Kommandeur der neu ausgehobenen Truppen.
Um nicht denselben Fehler wie in der Schlacht von Guiling zu begehen, befahl Pang Juan seinen Truppen die direkte Auseinandersetzung mit den Qi zu vermeiden und diese zu umgehen. Gleichzeitig sollte der Rückzug nach Daling so schnell wie möglich geschehen, um möglichen Hinterhalten zu entgehen. Sun Bin rechnete jedoch seinerseits mit einem Hinterhalt und verlegte den Großteil seiner Truppen in die Hauptstadt Qis. Mit einer kleinen Streitmacht wollte er die direkte Konfrontation mit seinem ehemaligen Klassenkameraden Pang Juang suchen. Als sich die beiden schließlich gegenüberstanden, zog sich Sun Bin, um den Gegner in einen Hinterhalt zu locken, zurück.

## Hinterhalt und Tod Pan Juans
In der Absicht Pang Juan über die wahre Anzahl seiner Truppen zu täuschen, wies Sun Bin seine Soldaten an jeden Tag weniger Lagerfeuer für die Kochstellen zu entzünden. Am ersten Tag des nun folgenden Rückzuges musste Pan Juan so von 100.000, am zweiten von 50.000 und am dritten Tag von 20.000 feindlichen Soldaten ausgehen. Im Unklaren über die wahre Stärke der Truppen Qis verfolgte Pan Juan die seiner Meinung nach in der Auflösung befindlichen, von Fahnenflucht betroffenen feindlichen Armee mit seiner hochmotivierten Elite-Kavallerie.
Um den Gegner weiter zu täuschen, ließ Sun Bin nach dem Erreichen des eigenen Territoriums Teile seiner schweren Artillerie zurück. An einem schmalen, stark bewaldeten Gebirgspass in der Nähe der Stadt Malingdao stellte er Pang Juan schließlich die entscheidende Falle. Um seinen Gegner offenbar zu provozieren, ließ er einen Baum fällen, entrinden und die Worte Pang Juan wird in Malingdao unter diesem Baum sterben eingravieren.
Als Pang Juan Malingdao beim Einbruch der Dunkelheit den Pass erreichte, sah er die eingravierten Worte, schenkte ihnen jedoch keine große Bedeutung und ließ sie entfernen. Kurz darauf wurden er und seine Armee von Qi eingeschlossen und vernichtend geschlagen. In der bei Nacht stattfindenden Schlacht wurde die nun zahlenmäßig unterlegene Armee der Wei zuerst von Bogenschützen dezimiert und schließlich von den Fußtruppen Qis überrannt. Pang Juan, welcher die Niederlage vor Augen hatte, starb durch Suizid. Einige Darstellungen besagen, dass Pang Juan einer der ersten war die von einem feindlichen Pfeil tödlich getroffen wurden. Sun Bin war über den Tod seines Klassenkameraden sehr betroffen, da er gehofft hatte, dass sich das Verhältnis der beiden nach der Schlacht verbessern würde.

## Ergebnis
Nach der Niederlage und dem Tod von Pang Juans wurde der Rest der Truppen Weis aufgerieben und Prinz Shen von den Qi gefangen genommen. Der Einfluss und die Macht von Wei verloren nach dieser Schlacht stark an Bedeutung. Der Anspruch Weis auf die Königskrone zur Zeit der Zhou-Dynastie (周朝) ging ebenfalls verloren.